# Nazionale femminile di pallavolo della Bulgaria
La nazionale femminile di pallavolo della Bulgaria è una squadra europea composta dalle migliori giocatrici di pallavolo della Bulgaria ed è posta sotto l'egida della Federazione pallavolistica della Bulgaria.

## Rosa
Segue la rosa delle giocatrici convocate per la Volleyball Nations League 2025.
| N° | Nome                | Ruolo | Data di nascita   | Squadra                |
| -- | ------------------- | ----- | ----------------- | ---------------------- |
| 1  | Iveta Stančulova    | S     | 11 agosto 1997    | CSKA Sofia             |
| 2  | Nasja Dimitrova     | C     | 6 novembre 1992   | Kuzeyboru              |
| 3  | Lora Slavčeva       | P     | 9 luglio 2001     | Marica                 |
| 4  | Marija Krivošijska  | C     | 9 giugno 2001     | PAOK                   |
| 6  | Margarita Gunčeva   | P     | 12 giugno 2006    | Marica                 |
| 7  | Lora Kitipova       | P     | 19 maggio 1991    | Rapid Bucarest         |
| 11 | Hristina Ruseva     | C     | 1º ottobre 1991   | Fenerbahçe             |
| 13 | Mila Paškuleva      | L     | 6 settembre 2003  | Marica                 |
| 16 | Elica Vasileva      | S     | 13 maggio 1990    | Fenerbahçe             |
| 17 | Radostina Marinova  | O     | 2 ottobre 1998    | Jakarta Livin Mandiri  |
| 18 | Darina Naneva       | C     | 10 settembre 2009 | Jedinstvo Stara Pazova |
| 19 | Aleksandra Milanova | S     | 4 luglio 2001     | Corona Brașov          |
| 20 | Iva Dudova          | O     | 11 febbraio 2006  | Marica                 |
| 21 | Galina Karabaševa   | L     | 6 agosto 2002     | Corona Brașov          |
| 23 | Mikaela Stojanova   | O     | 23 giugno 2005    | Levski Sofia           |
| 27 | Borislava Săjkova   | C     | 14 luglio 2000    | Marica                 |
| 28 | Merelin Nikolova    | O     | 17 maggio 2003    | Korea Expressway       |
| 31 | Emileta Račeva      | S     | 26 novembre 1998  | Újpest                 |
| 33 | Kaja Nikolova       | C     | 28 ottobre 2006   | Marica                 |
| 35 | Viktoria Ninova     | L     | 10 novembre 2007  | CSKA Sofia             |

## Risultati

### Competizioni FIVB
| 1964 | non qualificata | -            |
| 1968 | non qualificata | -            |
| 1972 | non qualificata | -            |
| 1976 | non qualificata | -            |
| 1980 | 3º posto        | Convocazioni |
| 1984 | non qualificata | -            |
| 1988 | non qualificata | -            |
| 1992 | non qualificata | -            |
| 1996 | non qualificata | -            |
| 2000 | non qualificata | -            |
| 2004 | non qualificata | -            |
| 2008 | non qualificata | -            |
| 2012 | non qualificata | -            |
| 2016 | non qualificata | -            |
| 2020 | non qualificata | -            |
| 2024 | non qualificata | -            |

| 1952 | 4º posto        | Convocazioni |
| 1956 | 5º posto        | Convocazioni |
| 1960 | non qualificata | -            |
| 1962 | 4º posto        | Convocazioni |
| 1967 | non qualificata | -            |
| 1970 | 6º posto        | Convocazioni |
| 1974 | 13º posto       | Convocazioni |
| 1978 | 9º posto        | Convocazioni |
| 1982 | 9º posto        | Convocazioni |
| 1986 | 12º posto       | Convocazioni |
| 1990 | non qualificata | -            |
| 1994 | non qualificata | -            |
| 1998 | 10º posto       | Convocazioni |
| 2002 | 8º posto        | Convocazioni |
| 2006 | non qualificata | -            |
| 2010 | non qualificata | -            |
| 2014 | 11º posto       | Convocazioni |
| 2018 | 12º posto       | Convocazioni |
| 2022 | 17º posto       | Convocazioni |

| 2018 | non qualificata | -            |
| 2019 | 16º posto       | Convocazioni |
| 2021 | non qualificata | -            |
| 2022 | 14º posto       | Convocazioni |
| 2023 | 13º posto       | Convocazioni |
| 2024 | 16º posto       | Convocazioni |
| 2025 | 13º posto       | Convocazioni |

| 1973 | non qualificata | -            |
| 1977 | non qualificata | -            |
| 1981 | 7º posto        | Convocazioni |
| 1985 | non qualificata | -            |
| 1989 | non qualificata | -            |
| 1991 | non qualificata | -            |
| 1995 | non qualificata | -            |
| 1999 | non qualificata | -            |
| 2003 | non qualificata | -            |
| 2007 | non qualificata | -            |
| 2011 | non qualificata | -            |
| 2015 | non qualificata | -            |
| 2019 | non qualificata | -            |
| 2023 | 7º posto        | Convocazioni |

### Competizioni CEV
| 1949 | non qualificata | -            |
| 1950 | 4º posto        | Convocazioni |
| 1951 | non qualificata | -            |
| 1955 | 5º posto        | Convocazioni |
| 1958 | 5º posto        | Convocazioni |
| 1963 | 5º posto        | Convocazioni |
| 1967 | 6º posto        | Convocazioni |
| 1971 | 4º posto        | Convocazioni |
| 1975 | 4º posto        | Convocazioni |
| 1977 | 7º posto        | Convocazioni |
| 1979 | 3º posto        | Convocazioni |
| 1981 | 1º posto        | Convocazioni |
| 1983 | 4º posto        | Convocazioni |
| 1985 | 10º posto       | Convocazioni |
| 1987 | 4º posto        | Convocazioni |
| 1989 | 7º posto        | Convocazioni |
| 1991 | 7º posto        | Convocazioni |
| 1993 | 9º posto        | Convocazioni |
| 1995 | 5º posto        | Convocazioni |
| 1997 | 3º posto        | Convocazioni |
| 1999 | 7º posto        | Convocazioni |
| 2001 | 3º posto        | Convocazioni |
| 2003 | 7º posto        | Convocazioni |
| 2005 | 9º posto        | Convocazioni |
| 2007 | 11º posto       | Convocazioni |
| 2009 | 8º posto        | Convocazioni |
| 2011 | 14º posto       | Convocazioni |
| 2013 | 13º posto       | Convocazioni |
| 2015 | 13º posto       | Convocazioni |
| 2017 | 9º posto        | Convocazioni |
| 2019 | 8º posto        | Convocazioni |
| 2021 | 9º posto        | Convocazioni |
| 2023 | 7º posto        | Convocazioni |

| 2009 | 3º posto        | Convocazioni |
| 2010 | 2º posto        | Convocazioni |
| 2011 | 3º posto        | Convocazioni |
| 2012 | 2º posto        | Convocazioni |
| 2013 | 3º posto        | Convocazioni |
| 2014 | 6º posto        | Convocazioni |
| 2015 | non qualificata | -            |
| 2016 | non qualificata | -            |
| 2017 | non qualificata | -            |
| 2018 | 1º posto        | Convocazioni |
| 2019 | non qualificata | -            |
| 2021 | 1º posto        | Convocazioni |
| 2022 | non qualificata | -            |
| 2023 | non qualificata | -            |
| 2024 | non qualificata | -            |

### Competizioni zonali
| 2015 | 9º posto | Convocazioni |

### Competizioni estinte
| 1993 | non qualificata | -            |
| 1994 | non qualificata | -            |
| 1995 | non qualificata | -            |
| 1996 | non qualificata | -            |
| 1997 | non qualificata | -            |
| 1998 | non qualificata | -            |
| 1999 | non qualificata | -            |
| 2000 | non qualificata | -            |
| 2001 | non qualificata | -            |
| 2002 | non qualificata | -            |
| 2003 | non qualificata | -            |
| 2004 | non qualificata | -            |
| 2005 | non qualificata | -            |
| 2006 | non qualificata | -            |
| 2007 | non qualificata | -            |
| 2008 | non qualificata | -            |
| 2009 | non qualificata | -            |
| 2010 | non qualificata | -            |
| 2011 | non qualificata | -            |
| 2012 | non qualificata | -            |
| 2013 | 9º posto        | Convocazioni |
| 2014 | 21º posto       | Convocazioni |
| 2016 | 16º posto       | Convocazioni |
| 2017 | 17º posto       | Convocazioni |

| 2018 | 1º posto        | Convocazioni |
| 2019 | non qualificata | -            |
| 2022 | non qualificata | -            |
| 2023 | non qualificata | -            |
| 2024 | non qualificata | -            |

| 2004 | non qualificata | -            |
| 2005 | non qualificata | -            |
| 2006 | 4º posto        | Convocazioni |
| 2008 | non qualificata | -            |